# São Sebastião da Grama
São Sebastião da Grama là một đô thị ở bang São Paulo của Brasil.

## Địa lý
Đô thị này nằm ở vĩ độ 21º42'38" độ vĩ nam và kinh độ 46º49'15" độ vĩ tây, trên khu vực có độ cao 945 m.
Dân số năm 2004 ước tính là 12.784 người. 
Đô thị này có diện tích 252,95 km². Portanto, em dados de 2004, sua densidade populacional era de 51 hab/km².

### Sông ngòi
- Rio Pardo

### Các xa lộ
- SP-207
- SP-344